# الانشقاق الأكاسي
الانشقاق الأكياني، بين الكنائس المسيحية الشرقية والغربية استمر لخمس وثلاثين سنة، من 484 إلى 519. ولقد نتج عن الانجراف من ناحية قادة المسيحيين الشرقيين نحو العقيدة الميافيزية ومحاولة الإمبراطور زينون غير الناجحة للتوفيق بين الأطراف مع وثيقة الهينتوكيون.

## روابط خارجية
- Acacian Schism, OrthodoxWiki